# 드니 디드로
드니 디드로(Denis Diderot, 1713년 10월 5일~1784년 7월 31일)는 프랑스의 백과전서파를 대표하는 계몽주의 철학자이자 작가이다. 돌바크와 함께 무신론을 가장 먼저 말한 철학자에 속한다.
달랑베르와 함께 18세기 계몽철학 사상을 집대성한 기념비적 저작 《백과전서》 편집자이자 철학, 소설, 희곡, 미술비평 등 다방면에서 수많은 저작을 남긴 계몽주의의 대표적 문필가이기도 하다. 파리 제 7대학의 별명으로 그의 이름이 붙어있다.

## 생애
디드로는 1713년 샹파뉴의 랑그르에서 칼장수의 아들로 태어났다. 6남매중 네명이 살아남았는데 드니 디드로는 맏이었다. 드니는 두살 어린 여동생 데니스 디드로(Denise Diderot, 1715–1797)를 '여자 소크라테스'라 종종 부를 정도로 존중하곤 했다고 한다.
디드로는 12세때 랑그르의 예수회 학교에서 교육을 받았다. 교구 참사원이던 외삼촌 디디에 비뉴롱의 자리를 잇길 바랬던 아버지의 의도였으나 디드로는 그 뜻에 따르지 않고 보헤미안 생활을 하다가 아버지에 의해 감금당하기까지 했다. 끝내 디드로는 성직자가 되지 않았으며 성직자의 수도생활이 인간본성에 얼마나 반하는가에 대해 천착하게 되었다. 훗날 디드로의 아버지는 남동생 디디에-피에르 디드로(Pierre-Didier Diderot, 1722–1787)를 신부로 여동생 안젤리크 디드로(Angélique Diderot, 1720–1749)를 수녀로 만들었다. 하지만 젊고 밝았던 안젤리크가 수녀원에서 미치고 병들어 죽게되자 디드로의 비판적인 생각은 더욱 강해지고 이것은 평생의 주제가 된다. 소설 수녀가 나오게 된 배경이기도 하다.
1732년에 문학 학사 학위를 받고 파리의 Collège d'Harcourt에 입학해 지망하던 신학은 포기하고 대신 법학을 공부했다. 법학도 조금 공부하다가 그만두곤 그는 1734년부터 작가가 되기로 결심했다. 대서소, 가정교사, 서점 점원 등 생계를 위해 여러 가지 일을 전전한다. 전문직 취업을 포기한 것에 분개한 아버지가 의절했기 때문에 그는 이후 10년간 빈곤에 시달려야 했다.
1742년에 그는 루소와 친구가 되었다. 1743년에 독실한 기독교인이며 3년 연상인 안-앙투아네트 샹피옹(Anne-Antoinette Champion, 1710–1796)과 결혼하게 되는데 그녀는 낮은 신분, 저학력에 아버지도 없고 지참금도 없었으므로 아버지가 반대했고 따라서 더욱 아버지와 멀어지는 계기가 되었다.
디드로는 작가인 퓌지에 마들렌(Madeleine de Puisieux)과 소피 볼랑(Sophie Volland, 1716–1784) 등과 연애를 했었다. 디드로가 소피에게 보낸 편지에서는 당시 파리의 철학계 인물들의 일상이 생생하게 묘사되어 있다. 소피와의 만남은 이후 죽을때까지 이어진다.
32세에 거의 극빈 상태에서 살고 있을 때 백과전서의 편집을 맡게 된다. 이 과정에서 달랑베르의 도움을 얻고, 또 몽테스키외·루소·케네·뷔퐁 등 180여 명의 집필자를 동원하였다. 이 <백과전서>는 18세기의 새로운 학문·사상·기술을 집대성하고, 인간적인 지식의 모든 부분을 모아 놓은 책으로 그의 최대의 업적이었다. 이후 1745년 제3대 섀프츠베리 백작 앤서니 애슐리쿠퍼의 <덕과 선행에 관한 연구>를 번역한 후, 신학과 광신을 비판하여 이신론(理神論)에 이르렀으나, <맹인 서간>에서는 무신론의 경향을 보였고, 이로 인해 한때 투옥되었다.
백과전서 작업 도중인 1753년에 딸을 낳았으며 이름은 어머니와 여동생의 이름을 따서 안젤리끄(Angélique)라고 지었다. 여동생은 수녀였으나 수녀원에서 과로로 사망했는데 이 사건은 디드로의 종교관에 비판적인 영향을 주었고 이후 수녀 (소설)를 쓰게 한 동기가 되었다.
디드로의 저작은 엄밀하면서도 광범위했지만 그것으로 부를 얻진 못했다. 그는 편지를 공개적으로 쓰곤 했기 때문에 가난도 알려져 있었는데, 그가 아카데미 프랑세즈 회원이었음에도 불구하고 가난을 피하진 못했다. 이후 딸의 결혼 지참금을 마련해야 했을 때 그는 결국 장서를 팔아야 하는 상황에 몰릴 정도였다. 러시아의 예카테리나 2세가 그 소식을 듣고 장서를 인수해주면서 자기 장서의 파리 관리인 자격으로 그에게 월급을 주어 사실상 후원자가 되었다. 디드로는 1773년 10월부터 다음해 3월까지 아픈 와중에도 상트페테르부르크의 왕궁에 머물렀다.
디드로는 폐색전증으로 1784년 7월 31일에 파리에서 사망해 Église Saint-Roch에 묻혔다. 그의 머리카락 일부가 예카테리나에게 보내져서 러시아 국립도서관에 보존되어있다. 그는 팡테옹에 묻히길 거부했지만 프랑스에서는 종종 팡테옹에 옮기자는 논의가 나오고 있다.

## 업적

### 초기
디드로의 초기 작품들에는 템플 스태냔의 '그리스의 역사'(History of Greece, 1743)와 로버트 제임스의 '의학사전'(Medicinal Dictionary, 1746-1748)이 포함되어 있다. 1745년엔 샤프츠베리의 미덕에 관한 탐구(Inquiry Concerning Virtue and Merit)에 자신의 평가를 담아 출간하기도 했다.
1746년 디드로는 자신의 첫 저작인 철학적인 생각들(Pensées philosophiques)를 썼다. 이 책에서 디드로는 이성이 어떻게 감정과 관계를 맺어 조화로운 상태에 이르는가를 논한다. 디드로는 감정이 없다면 도덕도 나빠지고 숭고한 작업은 만들어낼 수 없다고 생각했다. 하지만 훈육되지 않은 감정은 파괴적이고 이성은 감정을 조절할 수 있어야 한다고도 했다. 디드로는 이 시기에 이신론자였기 때문에 이신론을 옹호하고 있으며 종종 무신론을 공격하기도 한다. 하지만 기독교에 대한 비판도 역시 담고있다.

### 백과전서

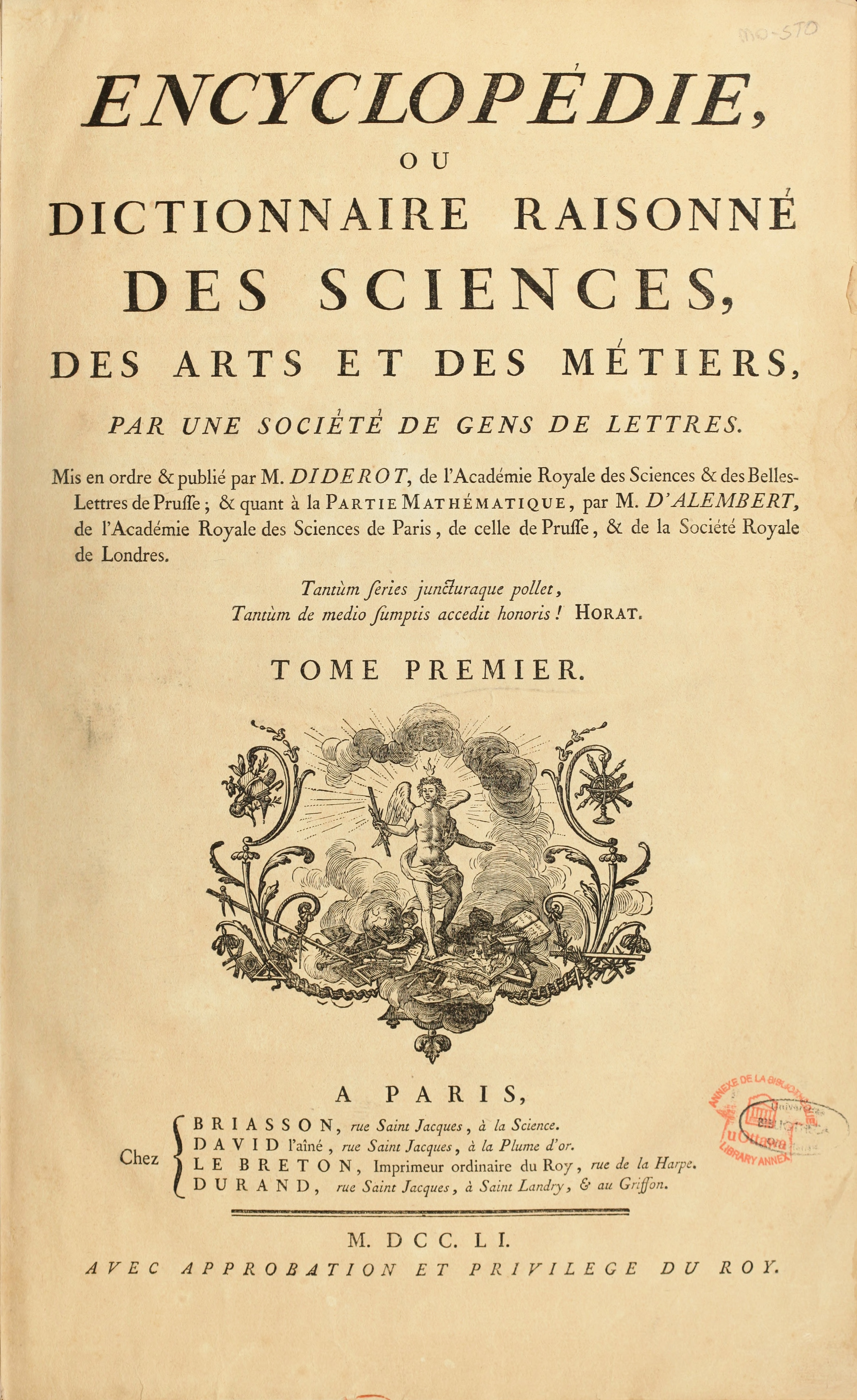
Cover of the Encyclopédie.

서적상인 앙드레 르 브르통은 디드로에게 체임버스 백과사전(Cyclopaedia, or Universal Dictionary of Arts and Sciences)을 불어본으로 번역해보지 않겠냐고 제의를 해왔다. 디드로는 그 제안을 받아들였고, 번역의 취지 자체를 바꾸어버렸다. 체임버스 백과사전을 다시 번역하는 것에 그치지 말고, 세상의 모든 새로운 개념, 능동적인 작가, 새로운 지식을 하나의 지붕 아래에 담자고 설득한 것이다.
그의 열정은 서적상들을 자극하였고, 처음보다 더 많은 예산을 만들어내게 했다. 달랑베르는 디드로의 동료가 되기로 하였으며, 정권의 승인을 얻었다. 1750년에 식자층에게 전달된 취지서는 프로젝트의 시작을 알렸으며, 1751년에 첫 번째 권이 출간되었다. 마지막 권이 출간된 것은 1765년이었고 백과전서, 과학-예술-기술의 구조적인 사전의 마지막 권이 독자 손에 쥐여진 것은 1772년이었다.
이 20여 년 동안 디드로는 단지 사전편찬이라는 단조로운 고역만을 감내했던 것이 아니다. 그는 끊임없는 정치적 박해에 시달렸고 동지들의 이탈로 고통받아야 했다. 반면에 프랑스 지배 계층은 백과사전파를 달갑지 않게 생각하기 시작했는데, 백과전서는 종교적 관용, 사상의 자유, 과학과 기술의 가치 등에 대해 논했기 때문이다. 결국 1752년 2월 왕정은 백과전서를 금서로 지정했다. 덕분에 백과전서는 공개적으로 출판하는 것 자체가 어려워졌고 비밀리에 출판되는 수밖에 없었다.
달랑베르는 백과전서 관련 업무들을 도중에 포기하였다. 튀르고를 비롯한 몇몇 인사들도 악평을 받고 있던 백과전서에 대한 기고를 거부했다. 그래서 디드로는 혼자서 수백 편의 글을 써나가기 시작했다. 짧은 글들도 있었지만, 거의 대부분 꽤나 긴 글들이었다. 게다가 다른 기고자들 원고의 고증 작업을 대신하면서 다듬는 도중 시력에 손상을 입기도 하였다. 그는 낮에는 작업장에서 각종 시스템에 대해 익히고, 밤에는 낮에 익힌 것들을 글로 풀어내는 식으로 집필을 계속해 나갔다. 실로 미치치 않으면 할 수 없었던 그 작업 사이에도 경찰을 비롯한 각종 사람들로부터 지속적인 위협에 시달려야 했다.
끝이 나지 않을 것 같던 작업이 끝났지만 결국 그의 고행은 빛을 발하지 못했다. 권력의 비위를 건드릴까 두려웠던 출판업자들이 위험성 있는 텍스트 일부를 제거하고 출판했기 때문이다. 쓰라린 20여 년이 남긴 기념비는 이렇게 돌이킬 수 없는 손상을 입었다.

### 디드로의 극작
1757년에 그는 희극이라고 자신을 갖고 내놓은 작품 <사생아>와 함께 이 작품의 의도와 테크닉을 분석한 <사생아에 관해서의 도르바르와의 대화>를 출판했다. 이는 대단한 반향을 일으켰으나 동시에 팔리소(Palissot)와 같은 반대파의 맹반격을 받아, 디드로는 이에 답하여 다음 해에 다시 극작 <한 집안의 아버지>와 전년의 <대화>보다 더욱 조직적인 연극론인 <극예술론>을 출판했다. 이 작품은 지난 해에 나온 <대화> 가운데에서 "한 집안의 부친이라는 흥미있는 상황을 지금까지 아무도 쓰려고 하지 않았던 것은 애석한 일이다"라고 말한 데 대해서 스스로가 대답한 것이었다.
그의 연극에서는 고전주의적 문학관과 같이 인간의 보편적인 성격을 문제로 삼지 않고, 시대나 국가나 직업이나 지위에 따라 특정한 처지에 놓인 인간을 묘사하는 것이다. 이는 관념적·추상적인 인간성의 파악에서 리얼리즘적 방향으로 한걸음 더 나아갔다고 하겠다. 동시에 이 처지에 부과되는 의무를 훌륭하게 다하는 시민도덕을 종용하고 이를 무대에서 읊는 긴 대사를 소중히 여겼다. 작품의 예술적 가치보다도 미덕으로 관객을 감동시키고 눈물을 유발시키려 했던 것이다. 그는 시민생활을 다룬 이 새로운 연극을 정극(正劇)이라 이름지어 여기에 어울리는 산문의 채용을 권장했다.
디드로의 연극관은 볼테르의 경우에 비해 훨씬 혁신적이라고는 하나 아직도 많은 고전주의적 희극 요소를 남기고 있었다. 예컨대 그의 정극(正劇)은 비극과 희극이라는 종래의 장르를 파괴한 것이 아니라, 그 중간에 새로 '시민적 비극' 혹은 '성실한 희극'을 포함하는 중간적 장르를 창시했던 것이며, 고전극의 중요한 규칙인 '삼일치(三一致)의 법칙'도 이를 합리적인 것으로 보고 있다.
디드로의 <한 집안의 아버지>는 1761년에 프랑스 극장에서 상연, 상연 횟수 7회라는 당시로서는 명예 있는 성공을 거두었으나, 너무나 도덕과다였다고 하겠으며 예술적 가치가 낮아, 오늘날에 와서는 별로 평가를 받지 못하고 있다. <사생아>는 작품으로는 더욱 서투르고 1771년 프랑스 극장에서의 상연은 배우들의 적대감정도 곁들여 참담한 실패로 끝나고 말았다.

## 관련 문헌

### 저서
- 『회의주의자의 산책』(1747)
- 『고자질쟁이 보석』(1748)
  - 정상현 역, 입싼 보석들, 고려대학교 출판부
- 『수학의 여러 상이한 주제들에 대한 보고서』(1749)
- 『의학과 외과학의 여러 혼란에 대해 외과의사 모랑에게 보내는 서한』(1751)
- 『맹인에 관한 서한』(1749)
  - 이은주 역, 맹인에 관한 서한. 지만지 1749/2010 ISBN 89-6406-545-X
- 『귀머거리와 벙어리에 관한 서한』(1751)
  - 이충훈 역, 듣고 말하는 사람들을 위한 농아에 대한 편지
- 『자연의 해석에 대한 생각들』(1754)
- 『결정론과 도덕의 기초에 대해 랑드와에게 보내는 서한』(1756)
- 『사생아』(1757)
- 『도르발과의 대담』(1757)
- 『가장』(1758)
- 『수녀』(1760)
  - 이봉지 역. 수녀. 장원. 1760/1993 ISBN 89-7161-503-6
- 『리처드슨 예찬』(1762)
- 『백과전서』(1745-1764)
  - 이충훈 역, 미의 기원과 본성 철학적 탐구
  - 이충훈 역, 백과사전
- 『회화론』(1766)
  - 백찬욱 역. 회화론. 영남대출판부. 1766/2004 ISBN 89-7581-226-X
- 『달랑베르의 꿈』(1769)
  - 김계영 역. 달랑베르의 꿈. 한길사. 1769/2006 ISBN 89-356-5902-9
- 『달랑베르와 디드로의 대화』(1769)
- 『대담속편』(1769)
- 『부르봉의 두 친구』(1770)
- 『갈리아니 변호』(1770)
- 『아버지와 아들들의 대담』(1771)
- 『부갱빌 여행기 보유』(1772)
  - 정상현 역. 부갱빌 여행기 보유. 도서출판 숲. 1772/2003 ISBN 89-953946-5-X
- 『한 철학자와 드** 원수의 대담』(1773)
- 『군주정치』(1773)
- 『라모의 조카』(1761∼1773)
  - 황현산 역. 라모의 조카. 세계사/고려대출판부. 1761~1773/1998/2006 ISBN 89-7641-564-7
- 『배우에 관한 역설』(1773)
  - 주미사 역. 배우에 관한 역설. 문학과지성사. 1773/2001 ISBN 89-320-1284-9
- 『운명론자 자크』(1771∼1774)
  - 김희영 역. 운명론자 자크. 현대소설사. 1773/1992 ISBN 89-7385-018-0
- 『클라우디우스와 네로의 치세에 대한 시론』(1778)
- 『세네카의 생애에 대한 시론』(1778)
- 『살롱』(1759∼1781)
  - 백찬욱 역, 지만지, 2010
- 『그림 씨에게 보내는 레날 사제 변호 서한』(1781)

### 연구서
- 이은주. 디드로. 건국대출판부. 1997 ISBN 89-7107-182-6
- 마들렌 피노 저, 이은주 역, 백과전서. 한길사. 1999 ISBN 89-356-5304-7

## 같이 보기
- 디드로 효과

## 참고 문헌
- 이 문서에는 다음커뮤니케이션(현 카카오)에서 GFDL 또는 CC-SA 라이선스로 배포한 글로벌 세계대백과사전의 내용을 기초로 작성된 글이 포함되어 있습니다.
- 본 문서에는 지식을만드는지식에서 CC-BY-SA 3.0으로 배포한 책 소개글을 기초로 작성된 내용이 포함되어 있습니다.